# Lijst van rijksmonumenten in Winterswijk (gemeente)
De gemeente Winterswijk telt 81 inschrijvingen in het rijksmonumentenregister. Hieronder een overzicht.

## Brinkheurne
De plaats Brinkheurne telt 3 inschrijvingen in het rijksmonumentenregister.
| Object                                                               | Oorspronkelijke functie? | Bouwjaar              | Architect | Locatie         | Coördinaten?                  | Nr.?  | Afbeelding        |
| -------------------------------------------------------------------- | ------------------------ | --------------------- | --------- | --------------- | ----------------------------- | ----- | ----------------- |
| Statige hoeve                                                        | Boerderij                | tweede helft 19e eeuw |           | Horstweg 10     | 51° 57' 30" NB, 6° 45' 20" OL | 39061 | Statige hoeve     |
| Gaaf bewaarde hoeve met woongedeelte en deel met stijl- en regelwerk | Boerderij                | 1875                  |           | De Slingeweg 11 | 51° 57' 4" NB, 6° 44' 16" OL  | 39062 | Meer afbeeldingen |
| De 'oude vlaskamp'                                                   | Boerderij                | 18e eeuw              |           | De Slingeweg 28 | 51° 57' 13" NB, 6° 44' 14" OL | 39063 | Meer afbeeldingen |

## Huppel
De plaats Huppel telt 6 inschrijvingen in het rijksmonumentenregister.
| Object          | Oorspronkelijke functie? | Bouwjaar                   | Architect | Locatie       | Coördinaten?                  | Nr.?   | Afbeelding        |
| --------------- | ------------------------ | -------------------------- | --------- | ------------- | ----------------------------- | ------ | ----------------- |
| Boeijink        | Boerderij                |                            |           | Boeijinkweg 9 | 51° 59' 54" NB, 6° 44' 36" OL | 523462 | Meer afbeeldingen |
| Boeijink schuur | Boerderij                | 1900-1910                  |           | Boeijinkweg 9 | 51° 59' 54" NB, 6° 44' 36" OL | 523463 | Meer afbeeldingen |
| Boeijink schuur | Boerderij                | 1841-1860                  |           | Boeijinkweg 9 | 51° 59' 54" NB, 6° 44' 36" OL | 523464 | Meer afbeeldingen |
| Boeijink        | Opslag                   | 1910                       |           | Boeijinkweg 9 | 51° 59' 54" NB, 6° 44' 36" OL | 523465 | Upload foto       |
| Waliën          | Kasteel, buitenplaats    | eind 15e of begin 16e eeuw |           | Waliënseweg 2 | 51° 59' 29" NB, 6° 44' 7" OL  | 39064  | Meer afbeeldingen |
| 't Kossink      | Boerderij                | laatste helft 18e eeuw     |           | Kremerweg 1   | 51° 59' 34" NB, 6° 46' 43" OL | 39065  | Meer afbeeldingen |

## Kotten
De plaats Kotten telt 3 inschrijvingen in het rijksmonumentenregister.
| Object                   | Oorspronkelijke functie? | Bouwjaar                                     | Architect | Locatie              | Coördinaten?                  | Nr.?  | Afbeelding             |
| ------------------------ | ------------------------ | -------------------------------------------- | --------- | -------------------- | ----------------------------- | ----- | ---------------------- |
| 'Oossink'                | Boerderij                | 1792                                         |           | Burloseweg 44        | 51° 56' 0" NB, 6° 46' 19" OL  | 39067 | Meer afbeeldingen      |
| Boerderij 'De snieder'   | Boerderij                | eind 19e eeuw                                |           | Sieverdinkweg 9      | 51° 55' 49" NB, 6° 46' 4" OL  | 39069 | Boerderij 'De snieder' |
| Oude boerderij 'Vardink' | Boerderij                | 1827 (bakhuis) 1849 (zomerhuis) 1888 (rest.) |           | Meester Meinenweg 22 | 51° 56' 21" NB, 6° 45' 42" OL | 39070 | Meer afbeeldingen      |

## Meddo
De plaats Meddo telt 7 inschrijvingen in het rijksmonumentenregister.
| Object                         | Oorspronkelijke functie?  | Bouwjaar | Architect | Locatie          | Coördinaten?                  | Nr.?   | Afbeelding        |
| ------------------------------ | ------------------------- | -------- | --------- | ---------------- | ----------------------------- | ------ | ----------------- |
| Gelder Esch: T-boerderij       | Boerderij                 | 1860     |           | Geldereschweg 96 | 52° 0' 49" NB, 6° 41' 9" OL   | 523434 | Meer afbeeldingen |
| Gelder Esch: Spin- en Weefhuis | Boerderij                 | 1900     |           | Geldereschweg 96 | 52° 0' 49" NB, 6° 41' 9" OL   | 523435 | Meer afbeeldingen |
| Gelder Esch: schuur            | Boerderij                 | 1900     |           | Geldereschweg 96 | 52° 0' 49" NB, 6° 41' 9" OL   | 523436 | Meer afbeeldingen |
| Gelder Esch, waterpomp         | Straatmeubilair           | 1860     |           | Geldereschweg 96 | 52° 0' 51" NB, 6° 41' 9" OL   | 523437 | Meer afbeeldingen |
| Gelder Esch: Kippenschuur      | Boerderij                 | 1900     |           | Geldereschweg 96 | 52° 0' 49" NB, 6° 41' 9" OL   | 523438 | Meer afbeeldingen |
| Sevinkmolen                    | Industrie- en poldermolen | 1867     |           | Meddoseweg 38    | 51° 59' 48" NB, 6° 43' 16" OL | 451646 | Meer afbeeldingen |
| Molen van Sellink              | Industrie- en poldermolen | 1873     |           | Geldereschweg 3  | 52° 0' 48" NB, 6° 42' 31" OL  | 527474 | Molen van Sellink |

## Miste
De plaats Miste telt 5 inschrijvingen in het rijksmonumentenregister.
| Object | Oorspronkelijke functie?  | Bouwjaar              | Architect | Locatie         | Coördinaten?                  | Nr.?   | Afbeelding |
| --- | ------------------------- | --------------------- | --------- | --------------- | ----------------------------- | ------ | --- |
| Boerderij met blokvormig voorhuis gebouwd omstreeks 1895 vermoedelijk ter vervanging van een hallehuisboerderij | Boerderij                 | 1895                  |           | Misterweg 218   | 51° 56' 46" NB, 6° 39' 40" OL | 523471 | Boerderij met blokvormig voorhuis gebouwd omstreeks 1895 vermoedelijk ter vervanging van een hallehuisboerderij |
| Meenk | Boerderij                 |                       |           | Huttenweg 2     | 51° 56' 39" NB, 6° 39' 5" OL  | 523473 | Meer afbeeldingen                                                                                               |
| Vakwerkhuis met houten puntgevel                                                                                | Boerderij                 |                       |           | Huttenweg 12    | 51° 56' 17" NB, 6° 39' 37" OL | 39066  | Vakwerkhuis met houten puntgevel                                                                                |
| 't Grevink | Boerderij                 | eerste kwart 19e eeuw |           | Ubbinkweg 1     | 51° 56' 29" NB, 6° 39' 58" OL | 39068  | Meer afbeeldingen                                                                                               |
| De Meenkmolen                                                                                                   | Industrie- en poldermolen | 1851                  |           | Meenkmolenweg 5 | 51° 56' 42" NB, 6° 38' 41" OL | 39071  | Meer afbeeldingen                                                                                               |

## Ratum
De plaats Ratum telt 12 inschrijvingen in het rijksmonumentenregister.
| Object                | Oorspronkelijke functie? | Bouwjaar                          | Architect | Locatie          | Coördinaten?                  | Nr.?   | Afbeelding           |
| --------------------- | ------------------------ | --------------------------------- | --------- | ---------------- | ----------------------------- | ------ | -------------------- |
| Hesselink             | Boerderij                | 1852                              |           | Hesselinkweg 2   | 51° 58' 11" NB, 6° 49' 17" OL | 523440 | Meer afbeeldingen    |
| Hesselink schuur      | Boerderij                | 1909                              |           | Hesselinkweg 2   | 51° 58' 11" NB, 6° 49' 17" OL | 523441 | Meer afbeeldingen    |
| Hesselink schuur      | Boerderij                | 1909                              |           | Hesselinkweg 2   | 51° 58' 11" NB, 6° 49' 17" OL | 523442 | Meer afbeeldingen    |
| Leessink              | Boerderij                | 1900 1857 achterhuis (gevelsteen) |           | Ratumseweg 42    | 51° 58' 36" NB, 6° 49' 11" OL | 523448 | Leessink             |
| Leessink schuur       | Boerderij                | 1900                              |           | Ratumseweg 42    | 51° 58' 36" NB, 6° 49' 11" OL | 523449 | Leessink schuur      |
| Boerderij 'Onnink'    | Boerderij                | 18e eeuw                          |           | Onninkweg 2      | 51° 58' 7" NB, 6° 48' 1" OL   | 39072  | Meer afbeeldingen    |
| Leeferdink            | Boerderij                | 1783 (jaartal) 1881 (schuur)      |           | Leeferdinklaan 2 | 51° 58' 6" NB, 6° 48' 16" OL  | 39073  | Meer afbeeldingen    |
| Goed bewaarde hoeve   | Boerderij                | 1850 (jaartalankers)              |           | Sellinkweg 4     | 51° 58' 40" NB, 6° 48' 22" OL | 39074  | Meer afbeeldingen    |
| Meester Kok           | Boerderij                | laat 16e eeuw                     |           | Moezebrinkweg 2  | 51° 58' 53" NB, 6° 47' 38" OL | 47014  | Meer afbeeldingen    |
| Boeyink: T-boerderij  | Boerderij                | 1837                              |           | Ratumseweg 31    | 51° 58' 41" NB, 6° 47' 42" OL | 523444 | Boeyink: T-boerderij |
| Boeyink: korenspieker | Boerderij                | ca. 1837-1850                     |           | Ratumseweg 31    | 51° 58' 41" NB, 6° 47' 42" OL | 523445 | Upload foto          |
| Boeyink: schuur       | Boerderij                | ca. 1837-1850                     |           | Ratumseweg 31    | 51° 58' 41" NB, 6° 47' 42" OL | 523446 | Boeyink: schuur      |

## Winterswijk
De plaats Winterswijk telt 30 inschrijvingen in het rijksmonumentenregister. Zie Lijst van rijksmonumenten in Winterswijk (plaats) voor een overzicht.

## Woold
De plaats Woold telt 14 inschrijvingen in het rijksmonumentenregister.
| Object                                                                                             | Oorspronkelijke functie?  | Bouwjaar                      | Architect | Locatie                     | Coördinaten?                  | Nr.?   | Afbeelding                                                                                       |
| -------------------------------------------------------------------------------------------------- | ------------------------- | ----------------------------- | --------- | --------------------------- | ----------------------------- | ------ | ------------------------------------------------------------------------------------------------ |
| Vriezenhuis                                                                                        | Boerderij                 | 1905                          |           | Wooldseweg 119              | 51° 56' 49" NB, 6° 42' 41" OL | 523451 | Vriezenhuis                                                                                      |
| Vriezenhuis schuren                                                                                | Boerderij                 | 1876                          |           | Wooldseweg 119              | 51° 56' 49" NB, 6° 42' 41" OL | 523452 | Meer afbeeldingen                                                                                |
| Keunenhuis                                                                                         | Boerderij                 | 1908                          |           | Wooldseweg 127              | 51° 56' 26" NB, 6° 42' 29" OL | 523454 | Keunenhuis                                                                                       |
| Keunenhuis schuur                                                                                  | Boerderij                 | 1908                          |           | Wooldseweg 127              | 51° 56' 26" NB, 6° 42' 29" OL | 523455 | Keunenhuis schuur                                                                                |
| Keunenhuis schuurtje                                                                               | Boerderij                 | 1850-1900                     |           | Wooldseweg 127              | 51° 56' 26" NB, 6° 42' 29" OL | 523456 | Meer afbeeldingen                                                                                |
| Molenhuis als deel van dubbele watermolen Den Helder met vakwerk en latere, neogotische vensters   | Industrie- en poldermolen | tweede kwart 19e eeuw         |           | Mr. A.Th. ten Houtenlaan 6  | 51° 57' 21" NB, 6° 43' 6" OL  | 39075  | Molenhuis als deel van dubbele watermolen Den Helder met vakwerk en latere, neogotische vensters |
| Molenhuis als deel van dubbele watermolen "Den Helder" met vakwerk en latere, neogotische vensters | Industrie- en poldermolen | tweede kwart 19e eeuw         |           | Mr. A.Th. ten Houtenlaan 8  | 51° 57' 20" NB, 6° 43' 6" OL  | 39076  | Meer afbeeldingen                                                                                |
| Twee schamppalen behorend tot de verdwenen "Plekenpol", nabij molen                                | Erfscheiding              |                               |           | A.Th. ten Houtenlaan        | 51° 57' 24" NB, 6° 43' 12" OL | 39077  | Meer afbeeldingen                                                                                |
| Saksische boerderij, met pannen zadeldak en houten voorschot                                       | Boerderij                 | waarschijnlijk begin 19e eeuw |           | Holthuisweg 6               | 51° 56' 1" NB, 6° 43' 7" OL   | 39078  | Meer afbeeldingen                                                                                |
| Imposante scholtenboerderij, met groep fraaie vakwerkschuren                                       | Boerderij                 | 1863                          |           | Roerdinkweg 1               | 51° 54' 35" NB, 6° 43' 0" OL  | 39079  | Meer afbeeldingen                                                                                |
| Bij de molen een goede saksische boerderij met houten puntgevel en empireramen                     | Boerderij                 | eerste helft 19e eeuw         |           | Klandermansweg 4            | 51° 56' 49" NB, 6° 42' 21" OL | 39080  | Bij de molen een goede saksische boerderij met houten puntgevel en empireramen                   |
| Berenschot                                                                                         | Industrie- en poldermolen | 1652                          |           | Wooldseweg 72               | 51° 56' 47" NB, 6° 42' 25" OL | 39081  | Meer afbeeldingen                                                                                |
| Schot Schepers                                                                                     | Boerderij                 | eerste helft 19e eeuw         |           | Wooldseweg 105              | 51° 57' 17" NB, 6° 43' 3" OL  | 39082  | Schot Schepers                                                                                   |
| Ruitenburgerschans                                                                                 | Archeologisch monument    | Late middeleeuwen             |           | Ruitenburgschans/Wooldseweg | 51° 55' 4" NB, 6° 41' 4" OL   | 527252 | Ruitenburgerschans                                                                               |